# Marianne von Werefkin
Marianne von Werefkin, ros. Марианна Владимировна Верёвкина, pol. Marianna Władimirowna Wieriowkina (ur. 29 sierpnia?/10 września 1860 w Tule, zm. 6 lutego 1938 w Askonie) – rosyjska malarka czynna w Monachium, a po wybuchu I wojny światowej w Szwajcarii na statusie bezpaństwowca z paszportem nansenowskim.
Urodziła się w arystokratycznej rodzinie komendanta Jekaterynburskiego regimentu w Tule, generała Władimira Wieriowkina (1821–1896), późniejszego komendanta twierdzy Pietropawłowskiej w Petersburgu, i jego żony Elżbiety (1834–1885), siostry kaliskiego gubernatora Michaiła Daragana.
1874 zauważono talent plastyczny młodej Marianny i udostępniono jej studia artystyczne. Oddano jej do dyspozycji dwie pracownie: na terenie twierdzy i w dobrach rodowych na Litwie.
1880 została prywatną uczennicą Ilii Riepina. Za jego pośrednictwem poznała kolonię artystów z Abramcewa i drugiego ucznia Riepina, Walentina Sierowa.
Od roku 1883 studiowała w Moskwie u Illariona Prianisznikowa. W roku 1888 podczas polowania przestrzeliła sobie prawą rękę.
Już przed rokiem 1890 zyskała sobie przydomek „rosyjskiego Rembrandta”. Po roku 1890 pod wpływem impresjonizmu zaczęła malować w plenerze.
1892 zaprzyjaźniła się z młodszym o 5 lat niezamożnym oficerem Aleksiejem Georgijewiczem Jawleńskim, studentem sztuk pięknych i dopomogła mu w kontynuacji studiów.
Po śmierci ojca 1896 wyjechała Marianna z Jawleńskim i jedenastoletnią służącą Heleną Nieznakomową (1886–1965) do Monachium. Wynajęła tam w dzielnicy Schwabing podwójne mieszkanie z luksusowym umeblowaniem. Jawleński mógł kontynuować studia pod kierunkiem Słoweńca Antona Ažbego.
1897 w swoim „różowym salonie” założyła „Bractwo Świętego Łukasza” na wzór dawnych cechów malarskich. Sama zaniedbała malarstwo na okres dziesięciu lat. Bractwo przyczyniło się do powstania „Nowego Stowarzyszenia Artystycznego w Monachium” i potem „Błękitnego Jeźdźca”.
W roku 1902 Jawleński stał się ojcem syna Heleny, Andrzeja Nieznakomowa (1902–1984). Marianna zaczęła pisać „Lettres à un Inconnu” (Listy do nieznajomego) – i kontynuowała pisanie do roku 1906. W roku 1903 wyjechała z malarzem Aleksandrem von Salzmannem (1870–1933) do Normandii. Jawleński dojechał do nich nieco później.
W roku 1906 wyjechała ponownie do Francji, tym razem z Jawleńskim. Zwiedzili Bretanię, Arles, odwiedzili malarza Pierre Girieud (1876–1948) w Sausset-les-Pins koło Marsylii. Tam po wielu latach przerwy powróciła do malowania.
W roku 1907 zaczęła malować w stylu ekspresjonizmu.
Na wiosnę 1908 odwiedził ją w Monachium Władysław Ślewiński. W lecie tegoż roku dwie pary malarzy: Wieriowkina/Jawleński i Münter/Kandinski wyjechały do Murnau am Staffelsee by malować w plenerze. Zimą roku 1908 w kręgu zaprzyjaźnionych artystów pojawił się pomysł założenia Nowego Stowarzyszenia Artystów Monachijskich (Neue Künstlervereinigung München). 1909 obrano Jawleńskiego przewodniczącym. 1 grudnia 1909 otwarto pierwszą wystawę Stowarzyszenia. Wkrótce potem wyjechała Wieriowkina na Litwę w odwiedziny do brata Piotra (1861–1946), pełniącego funkcję gubernatora w Kownie. W końcu września 1910 do stowarzyszenia przyłączył się Franz Marc.
Wskutek odrzucenia przez jury trzeciej wystawy Stowarzyszenia pracy Jawleńskiego, opuścił on wraz z Gabrielą Münter i Franzem Markiem Stowarzyszenie i założył wraz z przyjaciółmi grupę „Błękitnego Jeźdźca”.
W roku 1913 Wieriowkina rozeszła się z Jawleńskim i wyjechała do Wilna, gdzie jej brat Piotr został gubernatorem. Powróciła do Niemiec w końcu lipca 1914.
Z powodu wybuchu I wojny światowej Wieriowkina i Jawleński wraz ze służącą Heleną Nieznakomową i jej synem Andrzejem jako obywatele Rosji musieli opuścić Niemcy i zamieszkali w Szwajcarii. W roku 1917 zamieszkali w Zurychu. Wskutek rewolucji październikowej ustał dopływ pieniędzy z rosyjskiego stypendium. 1921 wyjechał Jawleński do Wiesbaden, gdzie poślubił matkę swojego syna.
1924 uczestniczyła Wieriowkina w założeniu grupy „Der Große Bär” (Wielki Niedźwiedź) w Askonie. Utrzymywała się z prac graficznych i pisania artykułów. Korzystała też ze wsparcia przyjaciół.
Większość jej spuścizny artystycznej zgromadzono w fundacji jej imienia w Askonie. Zbiory jej dzieł znajdują się też w Galerii Lenbachhaus w Monachium oraz w muzeum w Wiesbaden.

## Galeria

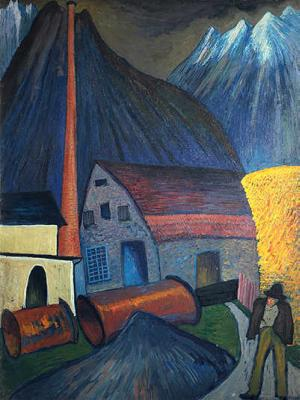
Plattfabrik, 1910
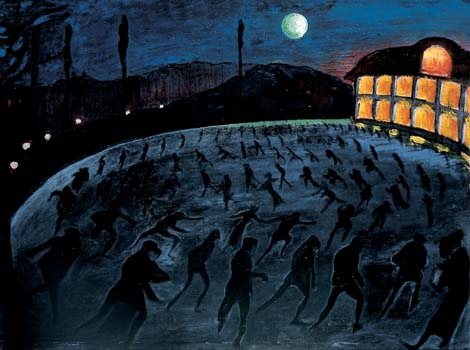
I Pattinatori, 1911
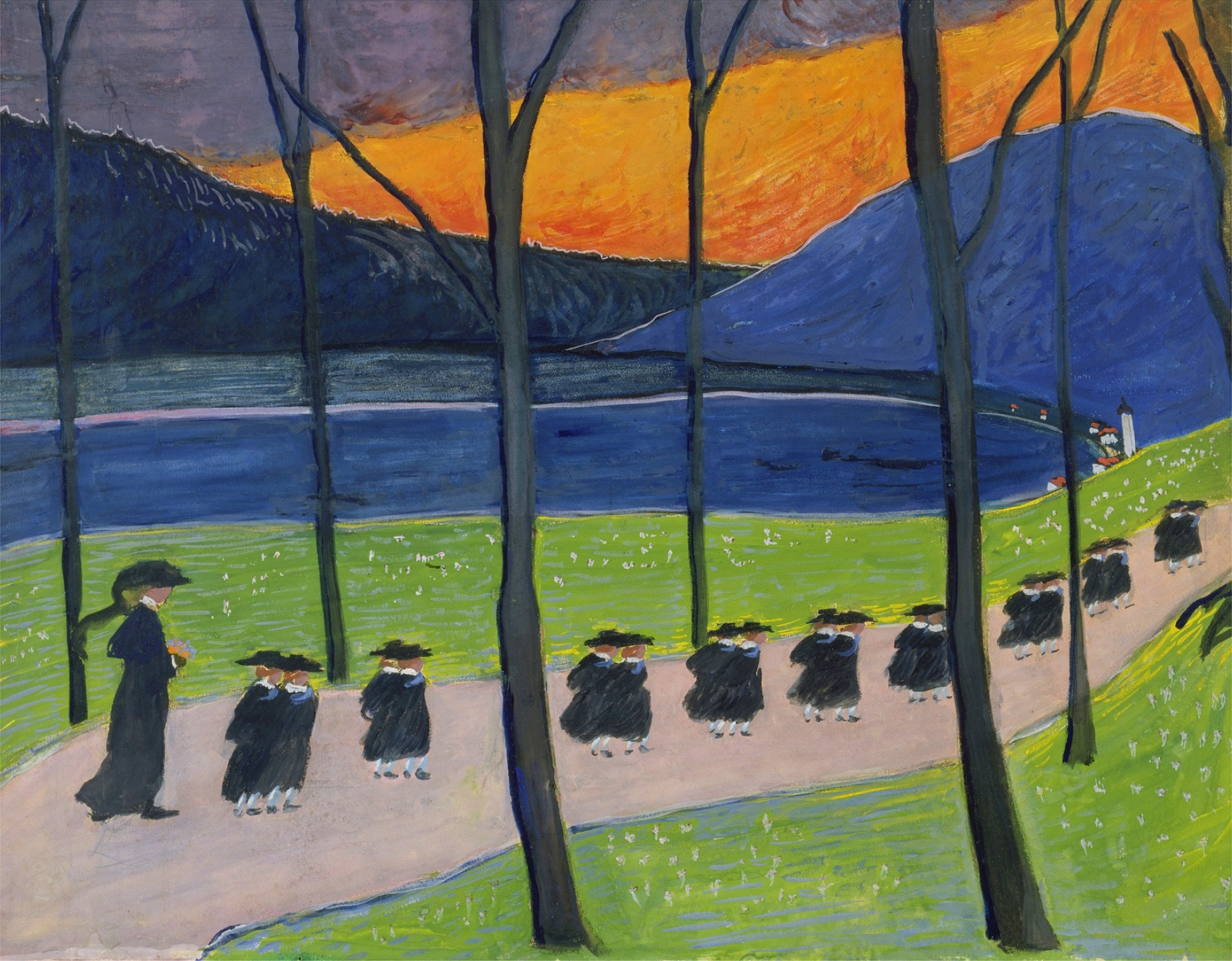
Jesień (Szkoła), 1907
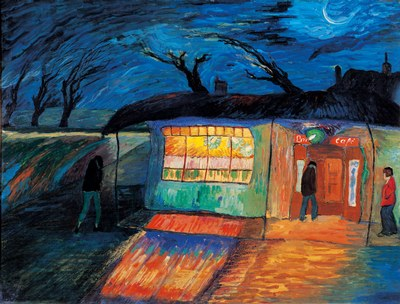
Wichura, 1915–1917
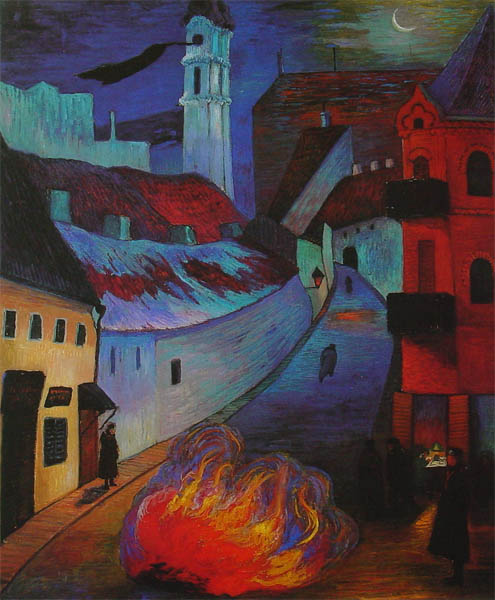
Posterunek policji w Wilnie, 1914
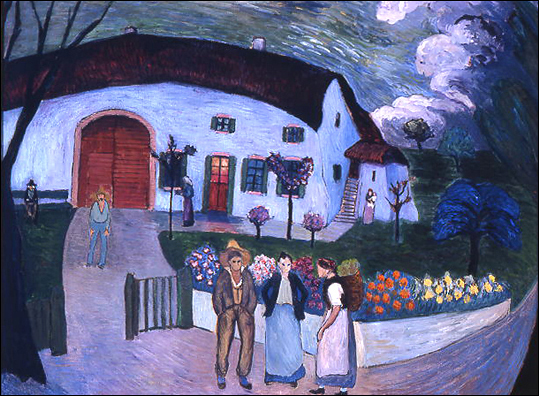
Rodzina (La famiglia), 1922
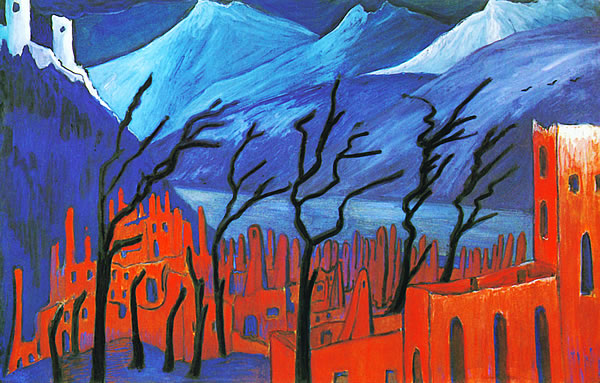
Czerwone miasto, 1909